# Felhős sodrómoly
A felhős sodrómoly (Neosphaleroptera nubilana) a valódi lepkék (Glossata) alrendjébe tartozó sodrólepkefélék (Tortricidae) családjának egyik, hazánkban is honos faja.

## Elterjedése, élőhelye
A délnyugati részek kivételével egész Európában elterjedt, és Kis-Ázsiában is megtalálni.
Magyarországon főleg az erdős domb- és hegyvidékeken terjedt el.

## Megjelenése
Sötét szürkésbarna lepke még sötétebb, elmosódott mintázattal. A szárny fesztávolsága 13–15 mm.

## Életmódja
Egy évben egy nemzedéke nő fel. A már szeptembertől az összesodort levelekben élő hernyók telelnek át. Tavasszal a fakadó rügyeket támadják meg, a hajtásokat károsítják, majd leveleket esznek. Májusban bábozódnak, május vége és július között rajzanak.
Polifág faj, amelynek hernyóit hazánkban az alábbi termesztett és bogyós gyümölcsökről nevelték ki:
- alma,
- kajszi,
- szilva,
- ringló,
- cseresznye,
- meggy,
- galagonya,
- sajmeggy.

Külföldi szakmunkák számos más tápnövényét is leírják. Ez a faj is tagja a gyümölcsösök tavaszi molylepkeegyüttesének, de érdemleges gazdasági jelentősége nincs.